# Quercus macrocarpa
Quercus macrocarpa, o Roble bur, a veces escrito como Roble Burr, es una especie de roble perteneciente a la familia Quercus, nativo de la región este y medio oeste de Estados Unidos y centro-sur de Canadá. Esta planta es también llamada Roble Mossycup o Roble blanco Mossycup.

## Distribución y hábitat
Se reproduce al oeste sobre los Montes Apalaches hasta el centro de las Grandes Llanuras, donde se extiende hasta el centro de Texas, y al sur a través de Manitoba, Ontario y Quebec, sobre la costa del Océano Atlántico en la costa desde  Nuevo Brunswick hasta Delaware. El Roble Bur es el árbol del estado de Iowa.

## Descripción
Es un gran árbol caducifolio que crece hasta 30 m, raramente 37 metros de altura, y es uno de los robles más grandes con un diámetro de tronco de hasta 3 metros. Es uno de los robles de crecimiento más lento, con una tasa de crecimiento de 30 cm por año cuando son jóvenes. A los 20 años de edad el árbol llega a medir unos 6 metros de altura. Comúnmente llegan a vivir entre 200 y 300 años, y puede ser significativamente grandes. Su corteza es de un tono gris medio y un poco accidentada.

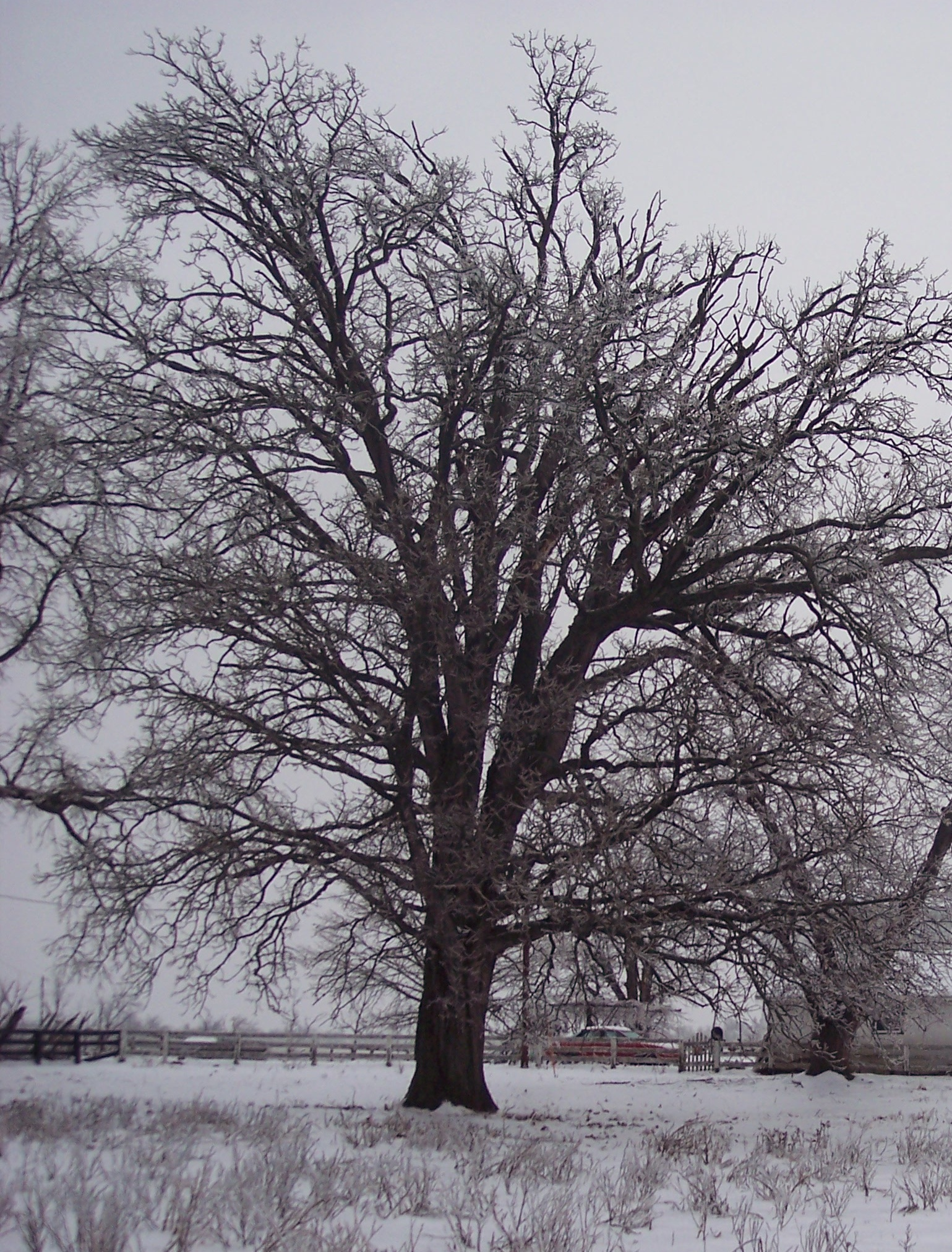
Imagen característica con el ramaje en invierno.

Las hojas son de 7-15 cm de largo y entre 5 y 13 cm ancho, de forma variable, con un margen lobulado. Muy a menudo, el 60% del basal es más estrecho y profundamente lobuladas, mientras que la porción apical del 40% es más ancha y tiene lóbulos poco profundos o con dientes grandes. Las flores son amentos de color amarillo verdoso, que nacen en la primavera. Las  bellotas son grandes, de 2 a 5 cm de largo y 2 a 4 cm  de ancho, con una taza grande que envuelve gran parte de la base, con grandes escamas imbricadas e intervenciones al borde de la taza.
El Roble Bur a veces se confunde con el roble Overcup y el roble blanco, con las cuales en ocasiones se hibrida.

## Ecología
El Roble Bur crece normalmente al aire libre, lejos de los bosques. Por esta razón, es un árbol importante en las praderas del este, donde a menudo se encuentra  también dentro de huecos forestales en el interior de los bosques. También es un árbol resistente al fuego, y posee una gran resistencia a la sequía, en virtud de su larga raíz primaria. Los ejemplares nuevos poseen raíces de 1 o 2 metros de profundidad a los de dos a tres años de crecimiento. En Virginia Occidental el Roble Bur campeón estatal tiene un tronco con un diámetro de casi 3 metros. 

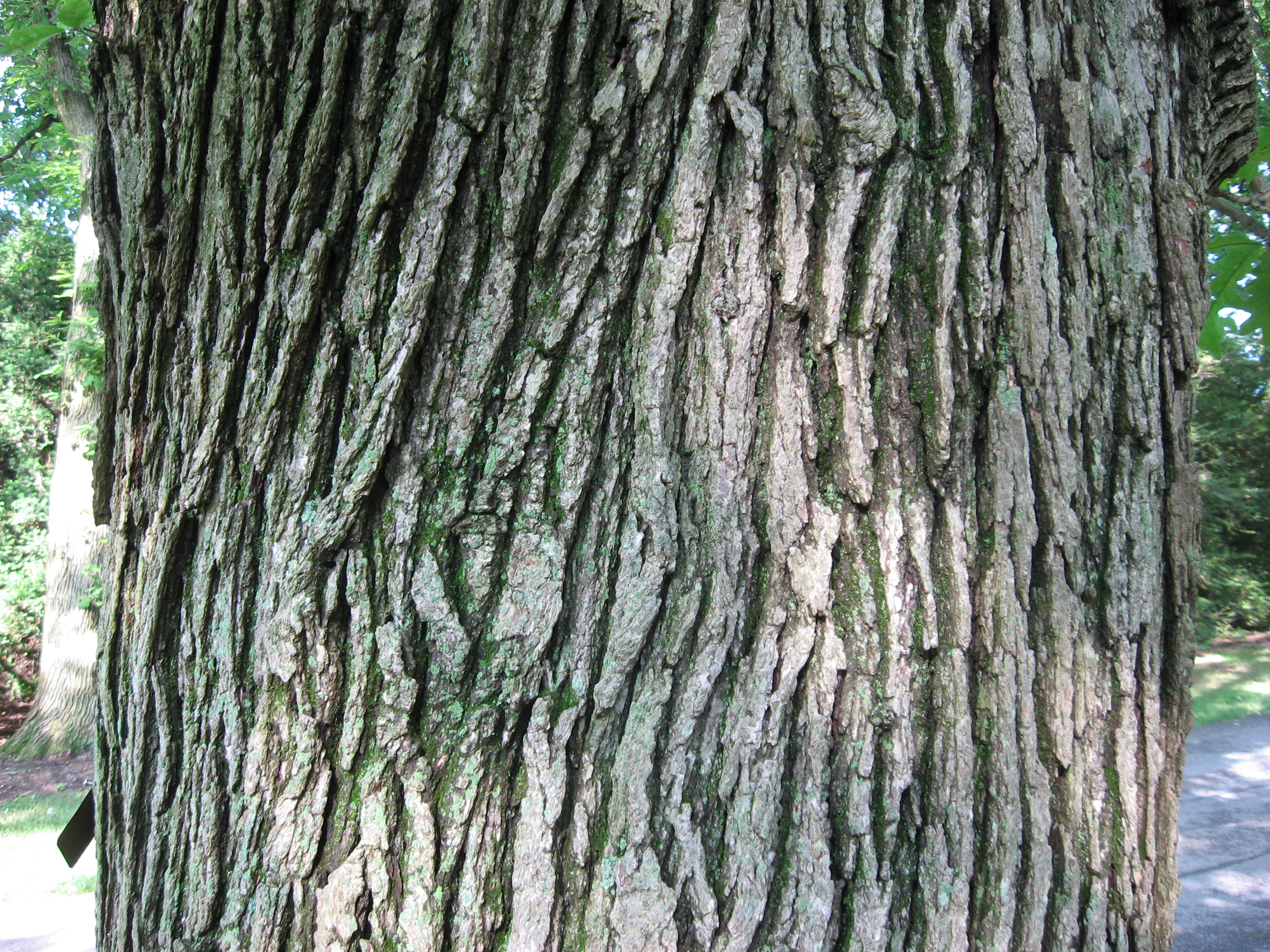
Corteza de Quercus macrocarpa variante oliviformis.

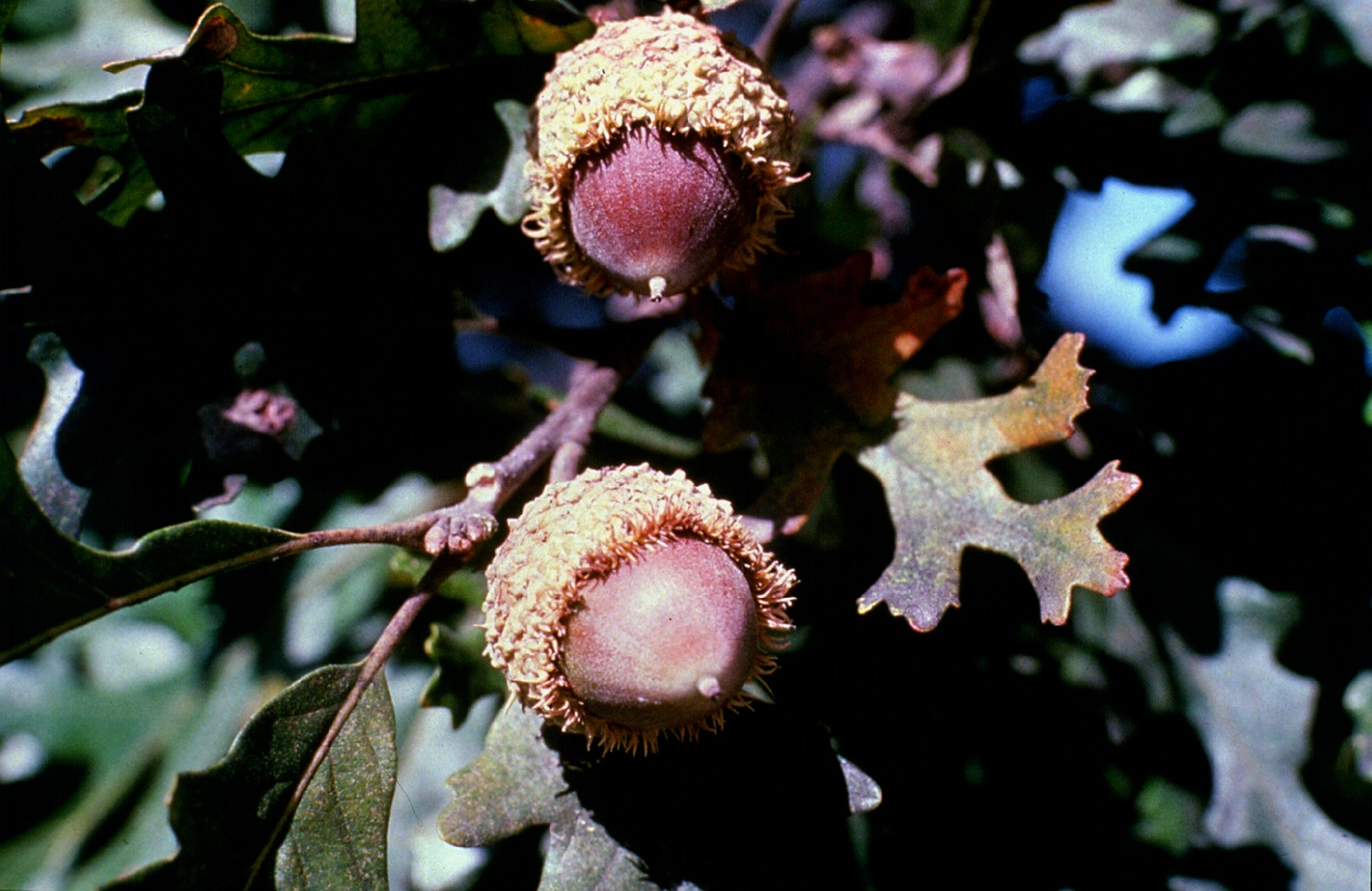
Bellotas.

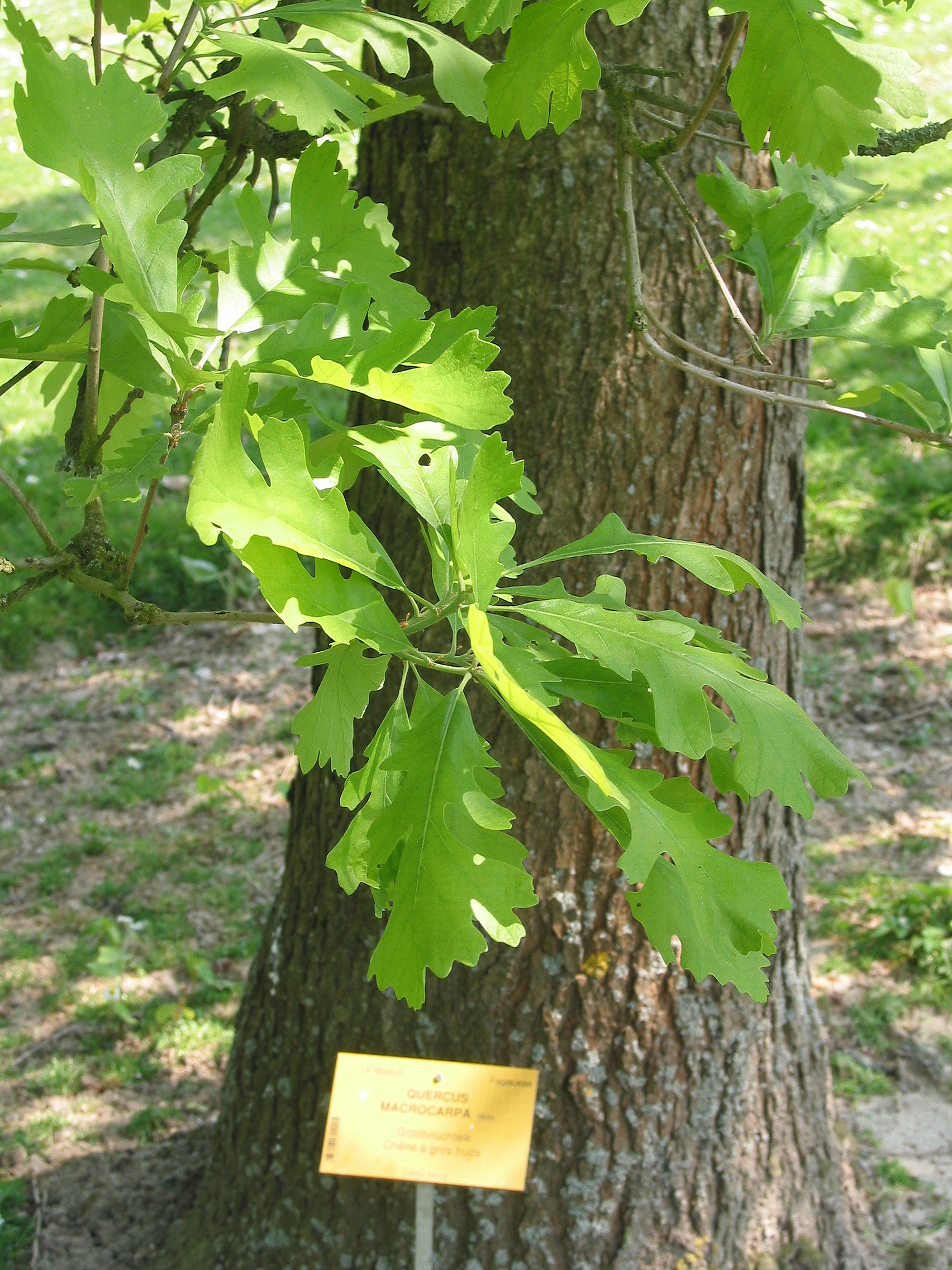
Detalle de las hojas

Las bellotas es la encina más grande de toda América del Norte (de ahí el nombre de la especie de "Americana de frutos grandes" macrocarpa), y es un de alimentos muy importante para la fauna local; el Oso Negro Americano a veces arranca ramas para conseguirlos. Sin embargo, solo nacen bellotas en grandes cantidades cada varios años. Esta estrategia, es conocida como “mástiles”, donde solo se producen grandes cantidades de semillas cada pocos años, para así superar la capacidad de los depredadores para comer las bellotas, asegurando así la supervivencia de algunas semillas. Otras especies silvestres, tales como el ciervo y el puercoespín, se comen las hojas, ramas y corteza. El roble es el único alimento conocido para la oruga Bucculatrix recognita.
Las larvas de la polilla Acronicta albarufa, se alimentan de esta planta.

## Cultivo y usos
El Roble Bur es un apreciado árbol ornamental. Es uno de los más tolerantes a las condiciones de las zonas urbanas, entre los robles blancos, y es uno de los de más rápido crecimiento del grupo. Se ha plantado en muchos lugares al norte de Anchorage, Alaska y tan al sur como Edinburg (Texas). Soporta las condiciones del viento chinook en Calgary, Alberta. 
Su madera es de alta calidad, y casi siempre se comercializan como "roble blanco". 
Esta especie a veces es conocida como "Roble Burr", como por ejemplo en el Parque Estatal Roble Burr de Ohio, y la ciudad de Roble Burr, Kansas, la aldea de Burr Oak, Michigan, y en el título del libro Roble Burrs escrito por el poeta Richard Eberhart. 
Es también menos comúnmente llamado "nudo de roble", como en el Burl Oaks Country Club en Mound, Minnesota.

## Taxonomía
Quercus macrocarpa fue descrita por  André Michaux   y publicado en Histoire des Chênes de l'Amérique pl. 2–3. 1801.
Etimología
Quercus: nombre genérico del latín que designaba igualmente al roble y a la encina.
macrocarpa: epíteto en latín que significa "con un gran fruto".
Variedades
- Quercus macrocarpa var. depressa (Nutt.) Engelm., Trans. Acad. Sci. St. Louis 3: 382 (1876).
- Quercus macrocarpa var. macrocarpa.

Sinonimia
- Cerris macrocarpa (Michx.) Raf., Alsogr. Amer.: 29 (1838).[4]